# Municipio de Spring Creek (condado de Greenwood)
El municipio de Spring Creek (en inglés: Spring Creek Township) es un municipio ubicado en el condado de Greenwood en el estado estadounidense de Kansas. En el año 2010 tenía una población de 109 habitantes y una densidad poblacional de 0,77 personas por km².

## Geografía
El municipio de Spring Creek se encuentra ubicado en las coordenadas 37°45′46″N 96°26′27″O / 37.76278, -96.44083. Según la Oficina del Censo de los Estados Unidos, el municipio tiene una superficie total de 140.66 km², de la cual 139,77 km² corresponden a tierra firme y (0,63 %) 0,89 km² es agua.

## Demografía
Según el censo de 2010, había 109 personas residiendo en el municipio de Spring Creek. La densidad de población era de 0,77 hab./km². De los 109 habitantes, el municipio de Spring Creek estaba compuesto por el 91,74 % blancos, el 3,67 % eran afroamericanos y el 4,59 % eran de una mezcla de razas. Del total de la población el 0 % eran hispanos o latinos de cualquier raza.